# Goliat (Marvel Comics)
Goliat es una identidad de cómic de superhéroes en Marvel Comics.

## Historia del personaje
La identidad de Goliat ha sido utilizada por varios superhéroes:

### Henry Pym
Henry "Hank" Pym fue el primero en adoptar el nombre Goliat.

### Clint Barton
Clinton "Clint" Barton es más conocido como el superhéroe Hawkeye; utilizó el gas de cambio de tamaño de Pym para adoptar los poderes y la identidad de Goliat poco después de que Hank Pym fuera Yellowjacket. Permaneció Goliat a través de la Guerra Kree-Skrull, y reanudó brevemente el uso de la identidad durante la "Operación: Tormenta Galáctica".

### Bill Foster
El Dr. William "Bill" Foster fue el asistente de laboratorio de Pym, un afroamericano que tuvo una carrera igualmente breve como el Goliat Negro y el Hombre Gigante antes de retirarse de los superhéroes. Más tarde salió de su retiro, se puso un nuevo disfraz y se lo llamó simplemente Goliat. En la historia de Civil War, se puso del lado de la facción del Capitán América de prohibir a los héroes anti-registro, y fue asesinado por un clon cyborg de Thor.

### Erik Josten
Erik Josten fue originalmente conocido como el supervillano Power Man. Después de haber sido derrotado por Luke Cage, quien también se llamaba a sí mismo Power Man en ese momento, cambió su nombre en clave a Smuggler y más tarde a Goliat. Adoptó la identidad del superhéroe Atlas al unirse a los Thunderbolts.

### Criti Noll
Criti Noll utilizó las habilidades de Goliat mientras se hacía pasar por Hank Pym para la conspiración de los Skrulls.

### Tom Foster
Tom Foster es el sobrino de Bill Foster. Creado por Reginald Hudlin, Greg Pak y Koi Turnbull, aparece por primera vez en Black Panther vol. 4 # 23 (febrero de 2007), y en World War Hulk: Aftersmash # 1 (marzo de 2008) como el nuevo Goliat. Según Pak, el personaje de Tom se creó cuando Pak y Hudlin querían usar el personaje de Bill, pero no pudieron hacerlo debido a la desaparición del hombre en el arco de la historia de Civil War.
Después de enterarse de la muerte de Bill por parte de Pantera Negra, Tom juró continuar el legado de su tío al replicar las Partículas Pym que le dieron sus poderes. Con este fin, T'Challa juró ayudarlo de cualquier manera posible, una vez que Tom terminó sus estudios de I.T.M.
Tom siguiente aparece durante la invasión de Manhattan de Hulk, uno de un grupo de partidarios de Hulk que se quedan en Nueva York a pesar de la evacuación de gobierno. Da un discurso en el que critica a Reed Richards y Tony Stark por crear el clon de Thor que mató a su tío, declarándose "listo para la justicia de Hulk". 
Después de que Hulk y Warbound son derrotados y eliminados de Manhattan, Tom se cuela en los laboratorios abandonados de la Mansión de los Vengadores, localizando un frasco de partículas Pym, que utiliza para obtener superpoderes como Goliat. Al hacerlo, encuentra y asalta a Iron Man en represalia por la muerte de su tío, pero es interrumpido por una lucha interna entre los capturados de Warbound y no continúa el ataque. Luego asiste a Control de Daños en la reparación de la ciudad.
Goliat más tarde se une a un equipo de antihéroes reunidos por Hombre Maravilla (cuyo juicio estaba dañado en ese momento) para derrotar a los Vengadores. Él y el grupo son derrotados por los Vengadores y enviados a la Balsa. Durante su interrogatorio, afirma que aún culpa a Iron Man por la muerte de su tío.
Durante la trama de Civil War II, se muestra a Goliat como un preso en la Bodega. Pensador Loco intenta reclutarlo durante una masiva fuga en la prisión, pero él se niega. Más tarde derrota a los villanos y salva las vidas de varios guardias. Por sus acciones heroicas, Goliat es liberado de la Bodega en libertad condicional.

### Goliaths
El universo Ultimate Marvel presenta a los Goliaths, un grupo de hombres afroamericanos que tienen poderes para cambiar de tamaño y monos especiales que pueden crecer con ellos. Ellos forman parte de las Reservas de S.H.I.E.L.D. junto a los Hombres-Gigantes y Mujeres-Gigantes.

## En otros medios

### Televisión
- La encarnación de Goliat de Hank Pym hace un cameo sin hablar en el episodio de X-Men: The Animated Series, "One Man's Worth (Parte 1)".
- La encarnación de Goliat por Clint Barton hace un cameo en el episodio de Los Cuatro Fantásticos, "To Battle the Living Planet".
- Las encarnaciones de Goliat de Clint Barton y Erik Josten aparecen en Avengers Assemble, con la voz de Troy Baker y Jesse Burch respectivamente.[18][19]
- La encarnación de Bill Foster de Goliat aparece en el episodio de What If...?, "What If... Peter Quill Attacked Earth's Mightiest Heroes?".[20]

### Videojuegos
- La encarnación de Bill Foster de Goliat aparece como un jefe en Marvel: Ultimate Alliance 2, con la voz de Emerson Brooks.[21]
- La encarnación de Bill Foster de Goliat aparece como personaje jugable en Marvel Super Hero Squad Online.
- La encarnación de Goliat de Hank Pym aparece como un aspecto alternativo de Hank Pym en Marvel Future Fight.
- Bill Foster/Black Goliath aparece como un personaje jugable en Lego Marvel Vengadores, con la voz de James C. Mathis III.